# ۷۴۵ (خورشیدی)
۷۴۵ هفتصد و چهل و پنجمین سال هجری خورشیدی است.